# Kelly Loeffler
Kelly Loeffler (Bloomington, 1970. november 27. –) amerikai üzletasszony, politikus, szenátor (Georgia, 2020–2021). A Republikánus Párt tagja, Donald Trump második elnöksége során az elnök kisvállalkozási tanácsadója.

## Pályafutása
Loeffler az Illinois-i Egyetemen kapta alapdiplomáját 1992-ben, majd a chicagói DePaul Egyetemen MBA fokozatot szerzett. Ezután egy befektetési cégnél helyezkedett el. Amikor Johnny Isakson szenátor 2019-ben lemondott, Georgia republikánus kormányzója őt nevezte ki az állam képviselőjének a washingtoni Szenátusban. Mandátuma 2020. január 20-án vette kezdetét. Loeffler indult a 2020-as georgiai időközi választáson, hogy megtarthassa kinevezéssel szerzett szenátusi helyét, de a választás második fordulójában alulmaradt a demokrata Raphael Warnockkal szemben.